# Leucandra nausicaae
Leucandra nausicaae är en svampdjursart som först beskrevs av Schuffner 1877.  Leucandra nausicaae ingår i släktet Leucandra och familjen Grantiidae. Inga underarter finns listade i Catalogue of Life.